# Берен и Лутиэн
«Бе́рен и Лу́тиэн» (англ. Beren and Lúthien) — книга английского писателя Джона Рональда Руэла Толкина, изданная под редакцией его сына Кристофера в 2017 году. Сам Джон Рональд считал историю Берена и Лутиэн одной из трёх «великих историй» Первой эпохи, наряду с историями о детях Хурина и о падении Гондолина.

## Сюжет
Сюжет книги повествует об истории любви смертного человека Берена, сына Барахира, и бессмертной эльфийки Лутиэн, дочери короля Тингола. Тингол считал Берена недостойным своей дочери и в качестве условия его женитьбы на Лутиэн потребовал, чтобы Берен принёс ему сильмариль, украденный Морготом. Берен согласился, и после множества суровых испытаний смог добыть сильмариль, однако сам погиб от ран в схватке с Кархаротом. Перед смертью Берен передал сильмариль Тинголу. Лутиэн смогла воскресить Берена с помощью Мандоса, отказавшись от своего бессмертия. После этого Берен и Лутиэн жили на острове Тол-Гален в Оссирианде, где у них родился сын Диор.

## Предыдущие публикации
Разные версии истории о Берене и Лутиэн излагались в ряде произведений Джона Рональда Руэла Толкина, включая «Сильмариллион», «Книгу утраченных сказаний», «Лэ о Лейтиан» (включена в «Песни Белерианда»). Также история упоминается в романе «Властелин колец».

## Значение в легендариуме
После того, как Берен и Лутиэн обрели сильмариль, многие в Средиземье пожелали заполучить его. В итоге сильмариль попал к Эарендилю, который вместе с ним уплыл в Валинор и убедил валар пойти войной против Моргота, после чего последний был разгромлен в результате Войны гнева.
Брак Берена и Лутиэн стал первым союзом смертного человека и бессмертной эльфийки, после чего появились полуэльфы, в чьих жилах текла кровь как эльфов, так и людей. Другими известными браками между эльфами и людьми были союзы между Идриль и Туором и между Арвен и Арагорном.